# عشق تجملاتی (مجموعه تلویزیونی)
عشق تجملاتی (به ترکی استانبولی: Afili Aşk) یک مجموعه تلویزیونی ترکی در ژانر کمدی رمانتیک است. پخش این مجموعه در ۱۲ ژوئن ۲۰۱۹ از کانال دی آغاز و در ۱۹ مارس ۲۰۲۰ به پایان رسید.

## بازیگران و شخصیت‌ها
| نام بازیگر      | نقش             | قسمت | توضیح |
| --------------- | --------------- | ---- | ----- |
| چاعلار ارطغرل   | کرم ییتر        | ۱–۳۸ |       |
| بورجو اوزبرک    | عایشه اوزکایالی | ۱–۳۸ |       |
| آلتان ارککلی    | محسن ییتر       | ۱–۳۸ |       |
| بنیان دونمز     | ملاحت اوزکایالی | ۱–۳۸ |       |
| نشه بایکنت      | یلدا ییتر       | ۱–۳۸ |       |
| تانر روملی      | رضا اوزکایالی   | ۱–۳۸ |       |
| اوگور اوزونل    | ارکوت اوزکایالی | ۱–۳۸ |       |
| سرکای توتونجو   | وولکان چکرک     | ۱–۳۸ |       |
| آسنا توال       | هولیا ییتر      | ۱–۳۸ |       |
| اوزان دائز      | صمد ییتر        | ۱–۳۸ |       |
| زینب توغچه بیات | جیدا آران       | ۱–۳۸ |       |
| ییلماز کانت     | برک کوچار       | ۱–۳۸ |       |
| گزیده ارسلان    | غنچه دورماز     | ۱–۳۸ |       |
| بریل پوزام      | نظمیه اوزکایالی | ۱–۳۸ |       |
| امیدجان اوتبای  | صبری خروس       | ۱–۳۸ |       |
| وورال جیلان     | قدیر خروس       | ۱–۳۸ |       |
| بانو اینان      | نرمین خروس      | ۱–۳۸ |       |
| هیرا سو ییلدیز  | بوسه اوزکایالی  | ۱–۳۸ |       |

## انتشار
| فصل | روز و زمان انتشار                           | فصل شروع     | نهایی        | تعداد قسمت‌های فیلمبرداری شده | بخش محدوده | سال انتشار | کانال تلویزیونی |
| --- | ------------------------------------------- | ------------ | ------------ | ---------------------------- | ---------- | ---------- | --------------- |
| فصل ۱ | چهارشنبه ۲۰:۰۰ / شنبه ۲۰:۰۰ / پنجشنبه ۲۰:۰۰ | ۱۲ ژوئن ۲۰۱۹ | ۱۹ مارس ۲۰۲۰ | ۳۸                           | ۱–۳۸       | ۲۰۱۹–۲۰۲۰  | کانال د         |
| توجه: این سریال از قسمت‌های ۱ تا ۳۳ چهارشنبه‌ها ساعت ۲۰:۰۰، قسمت‌های ۳۴ و ۳۵ شنبه‌ها ساعت ۲۰:۰۰ و قسمت‌های ۳۶ تا ۳۸ که پایانی است، پنجشنبه‌ها پخش می‌شود. در ساعت ۲۰:۰۰ منتشر شد. |                                             |              |              |                              |            |            |                 |

## جوایز و نامزدی
| سال  | جایزه                               | دسته                                             | درخواست کننده                | نتیجه    | مرجع  |
| ---- | ----------------------------------- | ------------------------------------------------ | ---------------------------- | -------- | ----- |
| ۲۰۲۰ | چهل و ششمین دوره جوایز پروانه طلایی | بهترین سریال کمدی رمانتیک                        | عشق تجملاتی                  | پیروز    | [ ۳ ] |
| ۲۰۲۰ | چهل و ششمین دوره جوایز پروانه طلایی | بهترین بازیگر مرد مجموعه تلویزیونی کمدی رومانتیک | چاعلار ارطغرل                | پیروز    | [ ۳ ] |
| ۲۰۲۰ | چهل و ششمین دوره جوایز پروانه طلایی | بهترین بازیگر زن مجموعه تلویزیونی کمدی رومانتیک  | بورجو اوزبرک                 | پیروز    | [ ۳ ] |
| ۲۰۲۰ | چهل و ششمین دوره جوایز پروانه طلایی | بهترین زوج مجموعه تلویزیونی                      | چاعلار ارطغرل و بورجو اوزبرک | نامزدشده | [ ۳ ] |
| ۲۰۲۰ | چهل و ششمین دوره جوایز پروانه طلایی | بهترین کارگردان                                  | سردار گوزلکلی                | نامزدشده | [ ۳ ] |